# Voray-sur-l'Ognon
Voray-sur-l'Ognon és un municipi francès situat al departament de l'Alt Saona i a la regió de Borgonya - Franc Comtat. L'any 2007 tenia 859 habitants.

## Demografia

### Població
El 2007 la població de fet de Voray-sur-l'Ognon era de 859 persones. Hi havia 352 famílies, de les quals 93 eren unipersonals (34 homes vivint sols i 59 dones vivint soles), 121 parelles sense fills, 109 parelles amb fills i 29 famílies monoparentals amb fills.
La població ha evolucionat segons el següent gràfic:
Habitants censats

### Habitatges
El 2007 hi havia 385 habitatges, 358 eren l'habitatge principal de la família, 15 eren segones residències i 12 estaven desocupats. 283 eren cases i 102 eren apartaments. Dels 358 habitatges principals, 236 estaven ocupats pels seus propietaris, 117 estaven llogats i ocupats pels llogaters i 5 estaven cedits a títol gratuït; 2 tenien una cambra, 18 en tenien dues, 49 en tenien tres, 84 en tenien quatre i 205 en tenien cinc o més. 298 habitatges disposaven pel capbaix d'una plaça de pàrquing. A 158 habitatges hi havia un automòbil i a 169 n'hi havia dos o més.

### Piràmide de població
La piràmide de població per edats i sexe el 2009 era:
| Homes | Edats   | Dones |
| ----- | ------- | ----- |
| 0     | 95 o +  | 0     |
| 0     | 90 a 94 | 4     |
| 4     | 85 a 89 | 4     |
| 0     | 80 a 84 | 0     |
| 20    | 75 a 79 | 12    |
| 16    | 70 a 74 | 8     |
| 4     | 65 a 69 | 12    |
| 12    | 60 a 64 | 16    |
| 12    | 55 a 59 | 12    |
| 24    | 50 a 54 | 24    |
| 36    | 45 a 49 | 20    |
| 28    | 40 a 44 | 32    |
| 36    | 35 a 39 | 44    |
| 32    | 30 a 34 | 36    |
| 40    | 25 a 29 | 48    |
| 16    | 20 a 24 | 28    |
| 24    | 15 a 19 | 44    |
| 24    | 10 a 14 | 32    |
| 32    | 5 a 9   | 36    |
| 24    | 0 a 4   | 40    |

## Economia
El 2007 la població en edat de treballar era de 576 persones, 445 eren actives i 131 eren inactives. De les 445 persones actives 420 estaven ocupades (215 homes i 205 dones) i 26 estaven aturades (13 homes i 13 dones). De les 131 persones inactives 52 estaven jubilades, 53 estaven estudiant i 26 estaven classificades com a «altres inactius».

### Ingressos
El 2009 a Voray-sur-l'Ognon hi havia 340 unitats fiscals que integraven 847,5 persones, la mediana anual d'ingressos fiscals per persona era de 19.401 €.

### Activitats econòmiques
Dels 57 establiments que hi havia el 2007, 1 era d'una empresa alimentària, 3 d'empreses de fabricació de material elèctric, 9 d'empreses de fabricació d'altres productes industrials, 12 d'empreses de construcció, 10 d'empreses de comerç i reparació d'automòbils, 2 d'empreses de transport, 1 d'una empresa d'hostatgeria i restauració, 1 d'una empresa d'informació i comunicació, 3 d'empreses financeres, 2 d'empreses immobiliàries, 5 d'empreses de serveis, 4 d'entitats de l'administració pública i 4 d'empreses classificades com a «altres activitats de serveis».
Dels 18 establiments de servei als particulars que hi havia el 2009, 1 era una oficina de correu, 3 tallers de reparació d'automòbils i de material agrícola, 1 paleta, 3 guixaires pintors, 4 lampisteries, 2 electricistes, 2 perruqueries, 1 restaurant i 1 saló de bellesa.
Dels 3 establiments comercials que hi havia el 2009, 1 era una botiga de menys de 120 m², 1 una botiga d'equipament de la llar i 1 una botiga de mobles.
L'any 2000 a Voray-sur-l'Ognon hi havia 4 explotacions agrícoles.

## Equipaments sanitaris i escolars
L'únic equipament sanitari que hi havia el 2009 era una farmàcia.
El 2009 hi havia una escola elemental.

## Poblacions més properes
El següent diagrama mostra les poblacions més properes.